# Birgit gaat trouwen
Birgit gaat trouwen is het 12de album in de stripreeks van W817. Het scenario is geschreven door Hec Leemans en het album is getekend door Luc Van Asten en Wim Swerts. De strip werd in 2006 uitgegeven door Standaard Uitgeverij.

## Het verhaal
Wanneer Birgit het bruidsboeket vangt op de trouw van haar vriendin, is de toon gezet. Het volgend moment loopt ze al een Amerikaan tegen het lijf op wie ze dadelijk verliefd wordt. Steve herkent hem echter vaag van ergens maar weet niet van waar. Al snel speelt het verhaal zich af in de Verenigde Staten

## Hoofdpersonages
- Jasmijn De Ridder
- Akke Impens
- Zoë Zonderland
- Carlo Stadeus
- Birgit Baukens
- Tom Derijcke
- Steve Mertens

## Gastpersonages
- Chantal Takkeman
- Cedric
- Rocky Golddigger III
- Garfield
- Gloria Golddigger
- Jeeves
- Bradd
- Todd